# Степнова, Марина Львовна
Мари́на Льво́вна Степно́ва (урождённая Ро́внер; род. 2 сентября 1971, Ефремов, Тульская область) — русская писательница, поэтесса, редактор, переводчик, сценарист.

## Биография
Родилась в городе Ефремове Тульской области в семье военнослужащего и врача. В 1981 году семья поселилась в Кишинёве, где в 1988 году Марина окончила среднюю школу № 56. Первые три курса училась на филологическом факультете Кишинёвского университета, затем перевелась на факультет перевода Литературного института имени Горького в Москве (выпуск 1994 года). В аспирантуре Института мировой литературы им. М. Горького изучала творчество А. Сумарокова, литературоведческая статья «Масонские мотивы в переложениях псалмов А. П. Сумарокова» была опубликована в книге «Масонство и русская литература XVIII — начала XIX в.» (2000).
Работала главным редактором в специализированном журнале по безопасности «Телохранитель». С 1997 по 2014 год — шеф-редактор журнала «XXL».
Владеет румынским и английским языками. Проживает в Москве.

## Семья
Брат — Вячеслав Львович Ровнер (род. 1964), главный редактор «XXL».
Первым браком была замужем за писателем Арсением Конецким (1968—2016, тогда также студентом Литинститута), некоторое время публиковалась под фамилией М. Конецкая.

## Произведения
Публиковаться начала как поэт ещё в Кишинёве, затем во время учёбы в Литературном институте — в «Литературных новостях», «Книжном обозрении», журнале «Октябрь» (как под собственным именем Марина Ровнер, так и под псевдонимом Конецкая). Прозу начала публиковать в 2000 году.
Рассказы публиковались в литературных журналах «Наша улица», «Новый мир», «Звезда», а также в журналах «Сноб» и «Esquire». В 2005 году вышел первый роман М. Степновой — «Хирург», в 2011 году — второй роман «Женщины Лазаря». Третий роман «Безбожный переулок» вышел в 2014 году. Роман «Женщины Лазаря» переведён на 26 языков.
Перевела с румынского языка пьесу Михаила Себастьяна «Безымянная звезда» (1942). В переводе Марины Степновой пьеса неоднократно ставилась в театрах России и Украины.
В июле 2020 года британская газета The Guardian включила роман Степновой «Женщины Лазаря» в свой список «десяти лучших романов, действие которых происходит в России».

## Публикации
- Ровнер М. Л. Масонские мотивы в переложениях псалмов А. П. Сумарокова. В «Масонство и русская литература XVIII — начала XIX вв.», С. 119—129, М., 2000.
- «Романс» (рассказ), «Наша улица», 1/2000
- «Чёрная кошка», «Татина Татитеевна» (рассказы), «Новый мир», 7/2003
- «Бедная Антуанетточка» (рассказ), «Звезда», 8/2004
- «Хирург» (роман), 2005
- «Женщины Лазаря» (роман), 2011
- «Где-то под Гроссето» (рассказ), «Сноб», декабрь 2011 — январь 2012
- «Старая сука» (рассказ), альманах «Толстый», 1/2012
- «Милая моя Туся», (рассказ), «Сноб», июль-август 2012
- «Рассказы» (электронный сборник, включает в себя рассказы «Бедная Антуанетточка», «Романс», «Зона», «Черная кошка», «Старая сука», «Татина Татитеевна»), 2012
- «Письма Диккенсу» (рассказ), «Сноб», декабрь 2012 — январь 2013
- «Безбожный переулок» (роман), 2014
- «Сад» (роман), 2020 — Редакция Елены Шубиной, 416 с.

## Премии
- Роман «Хирург» вошёл в длинный список премии «Национальный бестселлер» в 2005 году
- Роман «Женщины Лазаря» получил третью премию «Большая книга»[14].
- Роман «Женщины Лазаря» входил в шорт-листы премий «Русский Букер»[15], «Национальный бестселлер»[16][17] и «Ясная Поляна»[18] в 2012 году.
- Роман «Сад» вошёл в короткий список 16-го сезона Национальной литературной премии «Большая книга» в 2021 году[19] и получил Приз читательских симпатий, учреждённый премией[20].
- Роман «Сад» стал победителем в номинации «Выбор читателей» премии «Ясная Поляна» в 2021 году[21].

## Избранная критика
- Александра Гуськова. Искушение частностью (О книге Марины Степновой «Женщины Лазаря») // «Новый мир». — 2013. — № 3.
- Валерия Пустовая. Чувство мимимического (О книге Марины Степновой «Женщины Лазаря») // «Вопросы литературы». — 2013. — № 5.
- Станислав Секретов. Женщины Огарева (О книге Марины Степновой «Безбожный переулок») // «Знамя». — 2015. — № 3.
- Станислав Секретов. Будет больно! (О книге Марины Степновой «Где-то под Гроссето») // «Урал». — 2016. — № 8.
- Александр Евсюков. Галерея поломанных манекенов (О книге Марины Степновой «Где-то под Гроссето») // «Литературная газета». — 2016. — № 9.